# Lakehead (Kalifornija)
Lakehead je naseljeno područje za statističke svrhe u američkoj saveznoj državi Kalifornija. Prema popisu stanovništva iz 2010. u njemu je živjelo 461 stanovnika.